# SK Kamraterna
SK Kamraterna, pełna nazwa Schackklubben Kamraterna – szwedzki klub szachowy z siedzibą w Göteborgu, dwukrotny mistrz kraju.

## Historia
Klub został założony w październiku 1920 roku i początkowo jego członkami mogli być wyłącznie pracownicy urzędu telekomunikacyjnego. W początkowym okresie działalności klubu rozgrywano mecze towarzyskie, później rywalizowano w mistrzostwach Szwecji. W 1957 roku zespół zdobył mistrzostwo kraju, pokonując Stockholm Södra SS i Wasa SK. W jego składzie znajdowali się wówczas m.in. Eric Jonsson, Leho Laurine i Bertil Gedda. Na przełomie lat 50. i 60. nastąpił odpływ czołowych zawodników klubu. W 1974 roku klub spadł do Division II, a dwa lata później wrócił do pierwszej ligi. W latach 1979–1981 klub awansował do finałowej fazy rozgrywek o mistrzostwo Szwecji. W 1981 roku klub wygrał tę fazę, zdobywając mistrzostwo kraju. Zawodnikami klubu byli wówczas m.in. Bengt Svensson, Matti Svenn, Gösta Svenn i Ingvar Andreasson. W sezonie 1984/1985 zespół ponownie awansował do fazy finałowej, zajmując w niej trzecie miejsce, za SK Rockaden Stockholm i Wasa SK. Identyczny wynik osiągnięto w 1987 roku.
Po reformie rozgrywek od 1987 roku klub rywalizował w Elitserien, jednak w sezonie 1987/1988 spadł z ligi. W 1990 roku powrócił do Elitserien. W sezonie 1990/1991 klub zajął trzecie miejsce w mistrzostwach. W 1993 roku nastąpił spadek z ligi. Dwa lata później uzyskano awans do Elitserien. Sezon 1995/1996 klub ukończył na trzecim miejscu w lidze. Rok później uzyskano piątą pozycję. W 1999 roku zespół spadł do drugiej ligi, ale rok później powrócił do najwyższej klasy rozgrywkowej. W 2002 roku klub ponownie spadł, a rok później powrócił do Elitserien. Sezon 2005/2006 zakończył się spadkiem do niższej ligi. W kolejnym sezonie uzyskano awans do Elitserien. W 2012 roku nastąpił spadek do Superettan. W sezonie 2017/2018 SK Kamraterna spadł do Division I (trzeci poziom), a rok później powrócił do Superettan. W sezonie 2019/2020 klub ponownie spadł z Superettan, do której powrócił w 2022 roku. W sezonie 2022/2023 klub zajął piąte miejsce w Superettan, jednak w kolejnym sezonie występował w Division I.